# Institut bouddhique (Cambodge)
L'Institut bouddhique de Phnom Penh est la principale institution religieuse du Cambodge. Il est également réputé pour ses travaux de recherche et ses publications sur la littérature, la langue et les traditions khmères.

## Historique

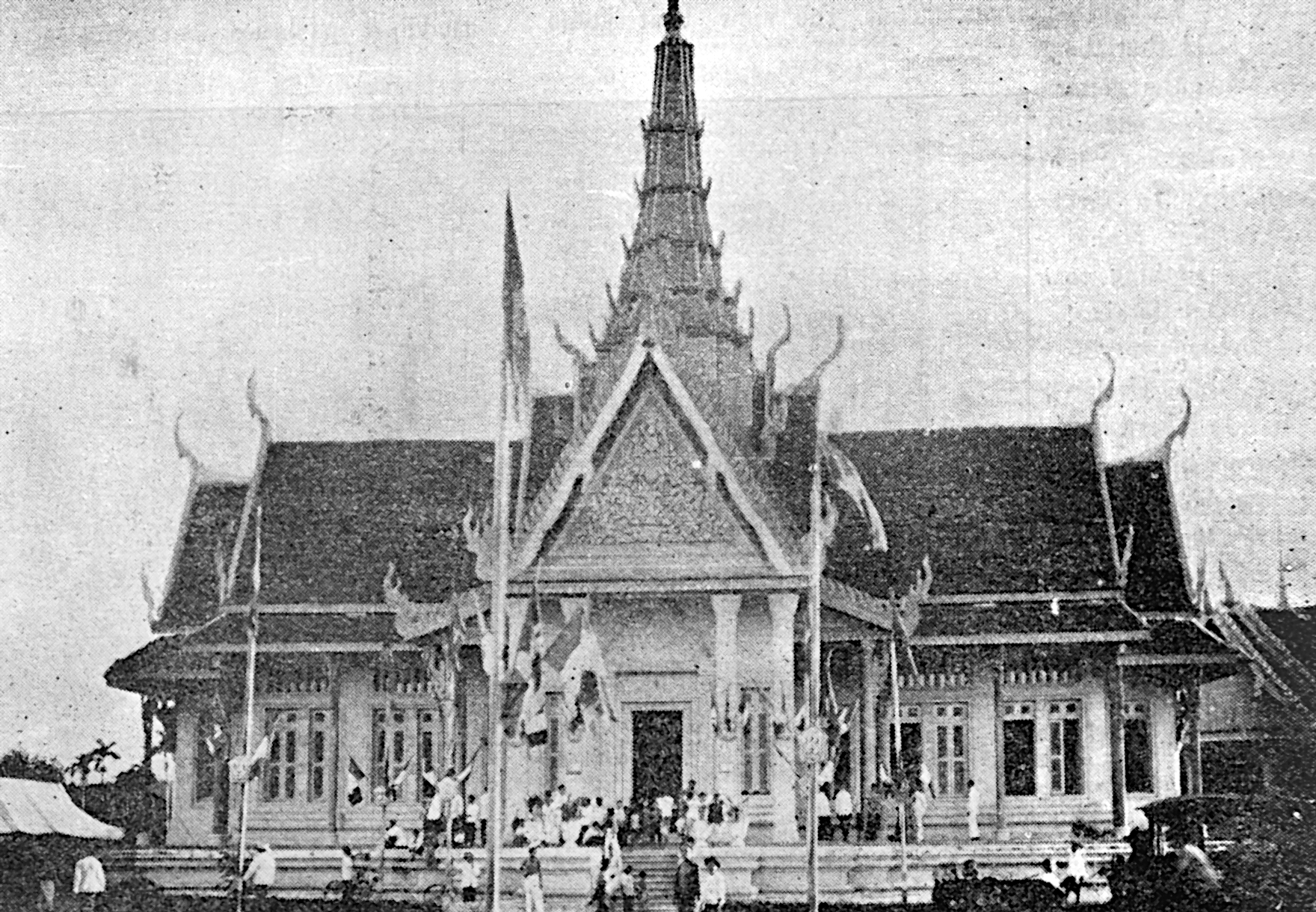
L'Institut Bouddhique de Phnom Penh en 1930

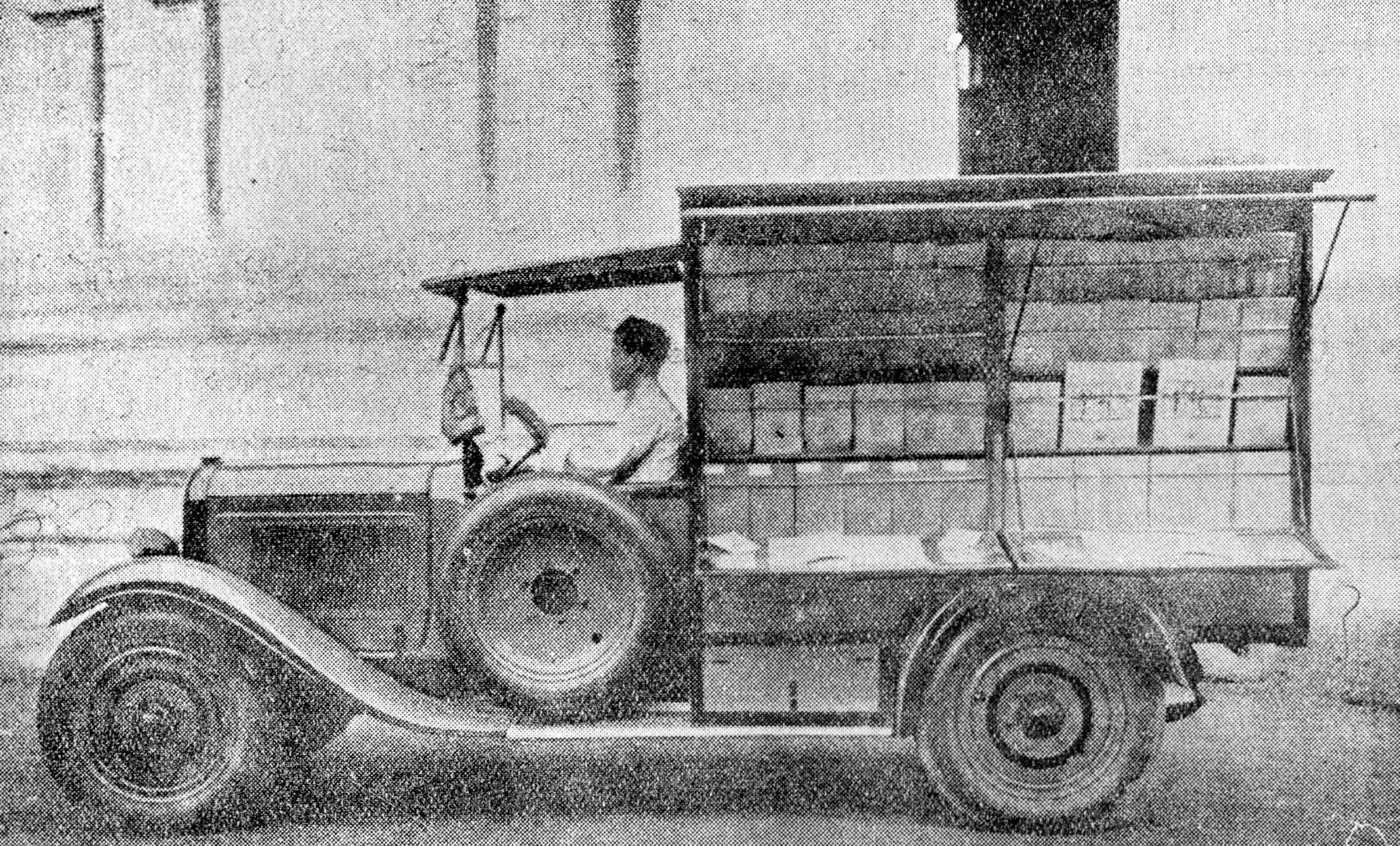
Bibliobus de l'Institut Bouddhique, 1930

Institut bouddhique est inauguré le 12 mai 1930 par le roi du Cambodge Sisowath Monivong, le roi du Laos Sisavang Vong, le Gouverneur-général de l'Indochine Française Pierre Pasquier, et le directeur de l'École française d'Extrême-Orient George Cœdès. Il est créé par les autorités du protectorat français pour contrer l'influence politique siamoise sur la communauté religieuse cambodgienne et resserrer les liens de cette dernière avec son homologue laotienne. 
Jusqu'au milieu des années 1970, l'Institut bouddhique est un lieu de rencontre pour les intellectuels et écrivains cambodgiens et, d'après l'administration coloniale, un refuge pour les premiers nationalistes cambodgiens, tels Son Ngoc Thanh, qui en est le directeur adjoint dans les années 1930.
Le magazine Kambuja Soriya, fondé en 1926, propose des articles sur la culture, les traditions et le bouddhisme au Cambodge ainsi que l'actualité de l'institut. La commission du Tripitaka est créée en 1929 afin de traduire les canons bouddhiques Pali en Khmer. Cette tâche est achevée en 1961, avec la sortie du dernier des 110 volumes. Depuis, la commission poursuit ses activités sous forme de publications concernant ces textes sacrés.
En 1975, l'institut est fermé par le régime khmer rouge. Il ne rouvre qu'en 1992, d'abord dans les locaux du Wat Ounalom, puis dans le bâtiment qu'il occupe actuellement, près du monument de l'indépendance.

Statue de cire de Chuon Nath, à l'origine du premier dictionnaire de la langue khmère publié par l'institut, en 1938.

Les légendes khmères sont collectées et publiées par la commission mœurs et coutumes et constituaient, au début des années 2010, 9 recueils. Le dictionnaire de la langue khmère, dont la première édition est achevée en 1938, reste une référence pour la plupart des chercheurs dans le domaine.

## Liste des directeurs de l'institut
| Nom               | Année       |
| ----------------- | ----------- |
| Suzanne Karpelès  | 1930 - 1941 |
| Pierre Dupont     | 1941 - 1950 |
| Mang Burey        | 1950 - 1967 |
| Leang Hap An      | 1967 – 1973 |
| Ouk Samon         | 1973 - 1975 |
| Institut fermé    |             |
| Om Khem           | 1992 - 1999 |
| Nguon Van Chanthy | Depuis 1999 |